# Peter Markle
Pour les articles homonymes, voir Markle.
Peter Markle est un réalisateur, scénariste et producteur américain né le 24 septembre 1952 à Danville, Pennsylvanie (États-Unis).

## Filmographie

### Réalisateur
- 1982 : The Personals
- 1984 : Hot Dog... The Movie
- 1986 : Youngblood
- 1987 : L'Ultime Voyage (Desperate) (TV)
- 1988 : Air Force Bat 21 (Bat*21)
- 1989 : Nightbreaker (TV)
- 1989 : Breaking Point (TV)
- 1990 : El Diablo (TV)
- 1991 : La Loi de la Mafia (Dead and Alive: The Race for Gus Farace) (TV)
- 1992 : Piège à domicile (Through the Eyes of a Killer) (TV)
- 1994 : Pionniers malgré eux (Wagons East)
- 1995 : Jake Lassiter: Justice on the Bayou (TV)
- 1995 : La Planète des deux déesses (en) (White Dwarf) (TV)
- 1997 : EZ Streets (EZ Streets) (série télévisée, saison 1 épisode 7)
- 1997 : Les Derniers Jours de Frankie la Mouche (The Last Days of Frankie the Fly)
- 1997-1999 : Millennium (série télévisée, 2 épisodes)
- 1997-2000 : X-Files : Aux frontières du réel (épisodes Emily 1/2, Entre chien et loup et Combattre le passé)
- 1998 : Objectif Terre : L'invasion est commencée (Target Earth) (TV)
- 1999 : Urgences (série télévisée, saison 6 épisode 3)
- 1999 : Strange World (série télévisée, saison 1 épisode 7)
- 2002 : La Chevauchée de Virginia (Virginia's Run)
- 2003 : Saving Jessica Lynch (TV)
- 2005 : Faith of My Fathers (TV)
- 2006 : Le Vol 93 (Flight 93) (TV)
- 2009 : Sur le fil (High Noon) (TV)
- 2011 : Coupable Innocence (Carnal Innocence) (TV)

### Scénariste
- 1982 : The Personals
- 1986 : Youngblood
- 2002 : La Chevauchée de Virginia (Virginia's Run)

### Producteur
- 1982 : The Personals
- 1986 : Youngblood
- 1997 : The Last Days of Frankie the Fly
- 2002 : La Chevauchée de Virginia (Virginia's Run)